# رابرت اف سیمون
رابرت اف سیمون (انگلیسی: Robert F. Simon؛ ۲ دسامبر ۱۹۰۸ – ۲۹ نوامبر ۱۹۹۲) یک هنرپیشه اهل ایالات متحده آمریکا بود. وی بین سال‌های ۱۹۵۰ تا ۱۹۸۵ میلادی فعالیت می‌کرد.

## گزیده فیلمشناسی

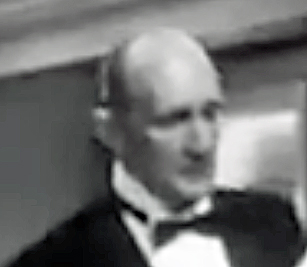

از فیلم‌ها یا برنامه‌های تلویزیونی که وی در آن نقش داشته‌است می‌توان به آثار زیر اشاره کرد.
- پیروزی درخشان (۱۹۵۱)
- صاحب اسب دیوانه (فیلم) (۱۹۵۵)
- دادگاه نظامی بیلی میچل (۱۹۵۵)
- هرگز نگو خداحافظ (فیلم ۱۹۵۶) (۱۹۵۶)
- فراتر از واقع (۱۹۵۶)
- نخستین بانوی فروشنده دوره‌گرد (۱۹۵۶)
- راک (فیلم) (۱۹۵۶)
- بوکانیر (فیلم ۱۹۵۸) (۱۹۵۸)
- اجبار (فیلم ۱۹۵۹) (۱۹۵۹)
- آخرین مرد خشمگین (۱۹۵۹)
- عملیات زیرپیراهنی زنانه (۱۹۵۹)
- مردی که لیبرتی والانس را کشت (۱۹۶۲)
- نوع جدید عشق (۱۹۶۳)
- کاپیتان نیومن ام.دی. (۱۹۶۳)
- چشم‌بند (فیلم ۱۹۶۶) (۱۹۶۶)
- مرد عنکبوتی: چالش اژدها(۱۹۸۱)
- مرد عنکبوتی شگفت‌انگیز